# Notospartium carmichaeliae
Carmichaelia carmichaeliae là một loài rau đậu thuộc họ Fabaceae. Loài này chỉ có ở New Zealand.